# Château de Commequiers
Le château de Commequiers est un ancien château fort, mentionné dès le XIe siècle et de nos jours ruiné, dont les vestiges se dressent sur la commune de Commequiers, dans le canton de Saint-Hilaire-de-Riez en Vendée.

## Historique
Le plus ancien seigneur connu de Commequiers (Quemeiquiers en vieux français) est Urvoidus (Urvoid, Urvoy), qui a participé en 1093 à la fondation du prieuré Saint-Nicolas à la Chaize-le-Vicomte par Aimery IV de Thouars. Urvoidus de Commequiers fut certainement un vassal des Thouars. Il est désigné en 1099 comme baron de Commequiers, laquelle baronnie dominait les paroisses de Soullans, Saint-Christophe-dut-Ligneron, Maché et le Perrier. En plus, cinq châtellenies y étaient rattachées, dont La Vérie près de Challans.
L'emplacement de l'enceinte primitive est inconnu. L'historien Jean-Luc Sarrazin n'exclut pas qu'elle ait été construite au XIe siècle, en même temps que celles de La Chaize-le-Vicomte et Tiffauges, sur l'initiative du vicomte de Thouars dont le pouvoir s'étendait sur tout le nord de l'actuelle Vendée.
Au XIIe siècle (époque où un mariage ferait passer la seigneurie-baronnie de la famille seigneuriale locale de Commequiers à la maison de Montaigu), on trouve Brient (Ier) de Commequiers [† av. 1174 ; frère aîné d'Herbert de Commequiers ; L'architecte départemental et historien de la Vendée Georges Loquet (1848-1926) les donne pour fils d'Urvoid], époux (en 1119 ?) d'Agathe dite Icostima (de Montaigu ? ; † ap. 1174),, ; 
- Maurice Ier de Montaigu, fils de Brient et d'Agathe Icostima, sire de Commequiers et de Montaigu [fl. en 1174 et † vers 1203 ; mari d'Héloïse/Ayvoise/Hérone (de Montaigu ?) ; Georges Loquet le nomme Maurice II, en supposant un Maurice Ier Girard de Montaigu, fl. en 1076, 1095, 1099, et dont procéderaient Agathe ou Héloïse]. Les Montaigu embrassent le parti des Plantagenêts contre le roi de France dans leur interminable conflit ; 
  - Maurice Ier et Ayvoise/Héloïse sont les parents de Maurice II le Jeune († ap. 1220 ; alias Maurice III), et de Brient II [† ap. 1225 ; x 2° vers 1216 Agnès (de Belleville ?) ; sire de Commequiers, de Montaigu et de Belleville] ; 
    - Brient II et Agnès ont pour fils Josselin/Joscelin († ap. 1235), et Maurice III de Belleville [† 1274 ; alias Maurice IV, ou Maurice Ier pour Belleville et La Garnache : Georges Loquet le décompose en Maurice Ier ou IV († v. 1245-1250), père de Maurice II ou V († v. 1277) ; x vers 1245 1° Jeanne († 1258), fille d'Aimery VIII de Thouars et veuve de Hardouin IV de Maillé, et 2° v. 1263 Isabelle de Lusignan, veuve de Geoffroy VI de Rancon de Taillebourg] ;
      - Maurice IV († v. 1304), sire de Montaigu, Belleville, La Garnache, Palluau, se rattache sans doute au(x) précédent(s) Maurice de Belleville, sans qu'on connaisse le lien exact. C'est probablement lui qui vend Commequiers aux La Forest (voir plus bas). Il épouse 1° Sibylle, fille de Geoffroy VI de Châteaubriant, puis 2° Létice, fille de Guillaume VI de Parthenay, d'où : 
        - (du 1°) Maurice V († ap. 1320), x 1° v. 1303 Eschive de Rochefort, puis 2° Béatrix de Cayeux, Sans postérité ;
        - (du 2°) Jeanne de Belleville (v. 1300-1359), x 1° v. 1312 Geoffroy de Châteaubriand, x 2° v. 1328 Guy de Penthièvre, et 3° 1330 Olivier IV de Clisson : Postérité, dont le connétable Olivier V, et Jeanne de Clisson, dame de Belleville (x Jean Harpedenne).

  - Marguerite, dame de Montaigu et de La Garnache (avec Beauvoir), aussi de Machecoul (v. 1188/1190-† v. 1241) (dite aussi Marguerite de Vihiers, un fief de son 1er mari) semble une fille ou une nièce de Maurice Ier. Elle marie 1° v. 1203 Hugues de Thouars (1156-v. 1230), puis 2° 1236 Pierre Mauclerc, duc baillistre de Bretagne. Son héritier pour Montaigu, La Garnache et Beauvoir fut Maurice III ci-dessus (son neveu ?).

À la fin du XIIIe siècle ou au début du XIVe, Josselin Ier de La Forest-sur-Sèvre acquiert Commequiers sur Maurice IV de Belleville-Montaigu de La Garnache : Commequiers est donc aux mains des seigneurs de La Forêt-sur-Sèvre puis passe par mariage et héritage aux Jousseaume, à la fin du XIVe siècle — car Isabelle de La Forest, fille de Guy II de La Forest († v. 1384/1385), épouse René Ier Jousseaume († 1417) ; au milieu du XVe siècle, Louis de Beaumont-Bressuire (1407-1477), baron de Bressuire et sire du Plessis-Macé, puissant seigneur et fidèle de Louis XI, en est le baron par son mariage en 1440 avec l'héritière Jeanne Jousseaume (v. 1423-1478 ; arrière-petite-fille d'Isabelle et René Ier, petite-fille de René II, et fille de Jean IV Jousseaume qui mourut vers 1427), dame de La Forest, Commequiers et Thouarcé,.
C'est Louis de Beaumont qui est à l'origine de la grande reconstruction du château dont il reste les ruines aujourd'hui. Construit dans la seconde moitié du XVe siècle et au début du XVIe siècle en pierres blanches de Sallertaine, il se présente sous la forme d'une motte cerclée d'une enceinte octogonale articulée par des tours rondes aux angles. L'ensemble est entouré d'une large étendue d'eau.
Louis de Beaumont et Jeanne Jousseaume ont pour enfants l'évêque Louis de Beaumont (1446-1492), et sa sœur Catherine de Beaumont (née vers 1443-† av. 1485), dame de La Forest et de Commequiers, du Plessis-Macé et de Thouarcé, qui marie en 1461 Eustache (Ier) du Bellay de Gizeux (né v. 1440-† 1504 ; veuf, il devint le Solitaire de Gizeux). Eustache et Catherine eurent de nombreux enfants, dont le dernier fils : Jean du Bellay de Gonnor (vers 1480-† vers 1523/1527 ; père du célèbre poète Joachim du Bellay), et le fils aîné : René Ier du Bellay de Gizeux de La Forest († avant 1532 ; époux vers 1496 de Marquise de Laval († après 1531), fille de Pierre de Laval-Loué).
- Un des fils de René et Marquise de Laval, Jacques du Bellay († 1580), est baron de Thouarcé et de Commequiers, sire du Bellay, de la Lande, de Gizeux et d'Avrillé. Fils cadet de Jacques, Eustache (II) du Bellay († vers 1589 ou vers 1608 ? ; frère puîné de René II du Bellay de Gizeux, prince d'Yvetot), hérite de Commequiers et marie Guyonne d'Orenges, dame de la Courbe, de la Feuillée, de Launay-Morel et la Sénéchaussière, et de Linières.
- Puis on trouve Commequiers aux mains du neveu d'Eustache (II), Martin (III) du Bellay de Gizeux, prince d'Yvetot (1571-1637 ; fils de René II).

Ainsi, Commequiers, passé à la famille du Bellay vers 1478, y demeure jusqu'en 1627, date à laquelle Martin du Bellay vend à Philippe de La Trémoille (1596-1670), marquis de Royan et comte d'Olonne (dès 1612, Martin du Bellay avait cédé La Forest à Duplessis-Mornay). En 1628, à la suite du combat de Riez, le château est démantelé sur ordre du cardinal de Richelieu, tout comme d'autres châteaux de la région à la même époque.
Petite-fille de Philippe, Marie-Anne de La Trémoille (1676-1708), épouse en 1696 de Paul-Sigismond de Montmorency-Luxembourg, transmet les domaines familiaux aux Montmorency-Luxembourg, qui finissent par vendre la seigneurie vers 1780 (ou dès 1769 ?) : Anne-Charles-Sigismond (1737-1803) la cède aux demoiselles Grou dont héritera Jean-Charles Le Roux de(s) Ridellières, échevin et négociant nantais, dernier seigneur de Commequiers à la veille de la Révolution,.
Le château est inscrit au titre des monuments historiques en 1926. En avril 2023, un arrêté de classement du donjon annulaire du château de Commequiers, avec son terrain d'assise, se substitue à l'arrêté d'inscription.
Chaque année, l'association des Amis du vieux château de Commequiers organise diverses manifestations dont les « Médiévales », fête qui se déroule sur deux jours en costume d'époque, chaque premier week-end d'août.

## Description
Un ancien château à motte a été construit vers le XIe siècle. Cette motte castrale, qui fut en partie arasée, se trouvait au sud-ouest de l'actuelle forteresse.
Le château actuel, de plan octogonal irrégulier, fut construit à la fin du XVe siècle, voire début XVIe siècle. L'ensemble actuel formé par les huit tours reliées par des courtines étaient en réalité qu'une partie, plus exactement il formait la haute-cour ou le donjon. En tout cas, c'était le centre de la forteresse. Elle était implantée sur une butte, probablement l'ancienne motte castrale. Une vaste enceinte séparée par des fossés et entourée de palissades de bois servait de basse-cour.
La haute-cour, bâti en pierres, est de forme octogonale, avec à chacune de ses pointes une tour de flanquement circulaire, adapté à l'usage des armes à feu. Les tours reliées entre-elles par des courtines, étaient couvertes chacune d'un toit conique, et peut-être surmontées de mâchicoulis. Une entrée, qui n'a toujours pas été localisée, permettait l'accès à la basse-cour. À l'intérieur, sur les murailles étaient adossés des corps de bâtiments et encadrant une cour centrale en forme d'hexagone. Il y avait partout trois niveaux séparés de planchers : salle basse, rez-de-chaussée et étage. Chaque tour possédait trois ouvertures canonnières au niveau du rez-de-chaussée, et trois autres à l'étage. Chaque niveau est équipé de latrines se déversant dans les douves. Une tour possède un escalier à vis pour aller du rez-de-chaussée à l'étage, le rez-de-chaussée étant accessible de la cour intérieure. Les bases de toutes les tours et des courtines sont évasées vers l'extérieur (glacis), ce qui renforçait la base des maçonneries et permettaient de « mitrailler » des assaillants tentant de creuser les murs, en lâchant des pierres du haut des mâchicoulis. Ces pierres éclataient et ricochaient sur le glacis, faisant beaucoup de dégâts chez les assaillants.

## Animations
Chaque année, l'association des Amis du vieux château de Commequiers organise diverses manifestations dont les « Médiévales », fête qui se déroule sur deux jours en costume d'époque, chaque premier weekend d'août. On y retrouve plus de 500 figurants en costumes d'époque avec campement, marché médiéval, tournoi équestre et d'archerie, combat à l'épée, troubadours et ménestrels, spectacles diurnes et nocturnes, jeux pour enfants, jeux aquatiques, théâtre, marionnettes, défilé, ripaille, taverne, crêpes vendéennes, etc.